# Embrace Elijah
Embrace Elijah är ett post-hardcore-/metalcoreband bildat under 2009 i Örebro under namnet Six Wrong Stories. Bandet har släppt en självbetitlad EP under det namnet.

## Historik
Marcus Lundin och Adam Karlsson hade varit vänner under en längre tid och bestämde sig för att starta ett band. Marcus bror Niclas Lundin, som precis hade börjat spela trummor tog ett kliv in i bandet som kallade sig till en början Six Wrong Stories. De båda gitarristerna riktade låtskrivandet mot punkrockgenren. Snabbt övergick det i lite tyngre riff och när Christoffer Almgren kom in i bandet så började låtarna fyllas med growl. Man började att spela in en EP med fem låtar. Och bestämde sig för att låta dåvarande sångaren Marcus Lundin att enbart fokusera på gitarren.
Den första oktober 2009 gjorde bandet sin första spelning tillsammans och i januari den självbetitlade EP:n. 
Bandet kände genast att man kunde prestera mycket mer och när man blev kontaktade av producenten Linus Corneliusson tog man beslutet att byta namn. Det nya namnet blev Embrace Elijah. Kort därefter skrevs singeln "Hero of My Own" som släpptes i början av 2010.
Det blev början till debutalbumet Intentions som skrevs under februari/mars 2010 och spelades in under sommaren 2010 i Nearby Music Studio och även denna gång användes producenten Linus Corneliusson.
Den 1 oktober 2010 var albumet färdigt och upptryckt och släpptes på ett releaseparty i Örebro Kulturhus som slog lokalens publikrekord.
Efter en del spelningar runt om i landet valde Embrace Elijah och Adam Karlsson att gå skilda vägar. Bandet valde då att göra om uppsättningen. Basisten Christoffer Almgren tog då över gitarren och den nya basisten blev Martin Jonsson (tidigare Restriction of Liberty) som kom in under Against the Traitors Tour som spelades runt om i Sverige.
I skrivande stund är bandet i förproduktionstadiet där de spelar in deras nya låtar och små korta smakprov har getts genom bandets Youtube-kanal. Samtidigt spelar bandet många spelningar runt om i Sverige. Inget datum har getts för kommande skivsläpp men beräknas släppas under 2011.

## Medlemmar
Nuvarande medlemmar
- Marcus Kindbom – sång
- Christoffer Almgren – gitarr
- Niclas Lundin – trummor
- Martin Jonsson – basgitarr
- Marcus Lundin – gitarr

Tidigare medlemmar
- Adam Karlsson – gitarr
- Johan Borehed – gitarr

## Diskografi
Studioalbum
- 2010 – Intentions

EP
- 2009 – Six Wrong Stories (som Six Wrong Stories)

Singlar
- 2010 – "Hero of My Own"
- 2011 – "Still Alive"